# Burria brachyxipha
Burria brachyxipha is een wandelende tak uit de familie Bacillidae. De wetenschappelijke naam van deze soort is voor het eerst voorgesteld door Boris Petrovitsj Oevarov in een publicatie uit 1939.
De soort komt voor in Saudi-Arabië en Jemen.